# Paragnetina ichusa
Paragnetina ichusa és una espècie d'insecte plecòpter pertanyent a la família dels pèrlids.
En el seu estadi immadur és aquàtic i viu a l'aigua dolça, mentre que com a adult és terrestre i volador.
Es troba a Nord-amèrica: els Estats Units (Carolina del Nord, Carolina del Sud, Tennessee i Virgínia).